# Setosabatieria chitwoodi
Setosabatieria chitwoodi is een rondwormensoort uit de familie van de Comesomatidae. De wetenschappelijke naam van de soort is voor het eerst geldig gepubliceerd in 1954 door Wieser.